# MBC 일일 대하드라마
MBC 일일 대하 드라마는 MBC TV에서 1971년 7월 19일부터 2014년 3월 14일까지 방송했던 사극 드라마 프로그램이었다.

## 개요
역사 드라마 형식으로 방송되었다.
아래 작품 리스트 중 Part 1부터 3까지는 MBC 일일 드라마에서 역사 드라마 프로그램만 분리하여 열거된 목록이며 Part 4는 2013년 재개되어 방송되었던 작품이다.
《제왕의 딸 수백향》을 마지막으로 MBC 일일 대하 드라마는 2014년 3월 14일 종영 이후 43년 만에 폐지되었다.

## 방송 시간
|  | 이 문단은 아래 작품 리스트 중 #Part 4을 기준으로 설명하고 있습니다. |

| 방송 채널 | 방송 기간                         | 방송 시간                               | 방송 분량 |
| --------- | --------------------------------- | --------------------------------------- | --------- |
| MBC TV    | 2013년 3월 18일 ~ 2014년 3월 14일 | 매주 평일 오후 8시 55분 ~ 오후 9시 30분 | 35분      |

## 프로그램 리스트
- 아래 드라마 프로그램들은 2003년 이전에 제작·방송했으며 부득이하게 일부 장면에서 흡연 장면·담배 소품이 노출될 수 있으며 시청자 여러분들의 양해를 바랍니다.
- 아래 드라마 프로그램들은 2002년 11월 이후 시청 가능 연령을 표시하는 드라마 프로그램 등급 제도를 의무적으로 시행하여 현재까지 이어지고 있습니다.
- 2017년 3월 1일부터 TV 프로그램 등급 표시 외에 주제, 폭력성, 선정성, 언어, 모방 위험 등 분류 사유 표시를 의무적으로 시행하고 있습니다.

### Part 1

#### 1970년대
- 《장희빈》 : 1971년 7월 19일 ~ 1972년 1월 29일
- 《대원군》 : 1972년 2월 1일 ~ 1972년 10월 28일
- 《임꺽정》 : 1972년 10월 30일 ~ 1973년 3월 31일
- 《민비》 : 1973년 4월 2일 ~ 1973년 12월 28일
- 《황녀》 : 1974년 8월 26일 ~ 1975년 2월 15일
- 《윤진사댁 며느리》 : 1976년 3월 1일 ~ 1976년 6월 30일

### Part 2

#### 1970년대
- 《성춘향》 : 1974년 4월 1일 ~ 1974년 5월 24일
- 《복녀》 : 1974년 5월 27일 ~ 1974년 10월 25일
- 《집념》 : 1975년 9월 22일 ~ 1976년 4월 9일
- 《예성강》 : 1976년 4월 12일 ~ 1976년 6월 11일
- 《사미인곡》 : 1976년 6월 14일 ~ 1976년 10월 15일
- 《거상 임상옥》 : 1976년 10월 18일 ~ 1977년 1월 29일
- 《정화》 : 1977년 1월 31일 ~ 1977년 8월 27일
- 《타국》 : 1977년 8월 29일 ~ 1977년 12월 17일
- 《옥녀》 : 1977년 12월 19일 ~ 1978년 5월 26일
- 《정부인》 : 1978년 5월 28일 ~ 1978년 9월 16일
- 《연지》 : 1978년 9월 18일 ~ 1979년 5월 5일
- 《소망》 : 1979년 5월 7일 ~ 1979년 9월 8일
- 《안국동 아씨》 : 1979년 9월 10일 ~ 1980년 3월 29일

#### 1980년대
- 《고운님 여의옵고》 : 1980년 3월 31일 ~ 1980년 8월 30일
- 《간양록》 : 1980년 9월 1일 ~ 1980년 12월 26일
- 《교동 마님》 : 1981년 1월 5일 ~ 1981년 9월 11일
- 《새아씨》 : 1981년 9월 14일 ~ 1982년 7월 17일

### Part 3

#### 1970년대
- 《어명》 : 1970년 8월 11일 ~ 1970년 10월 24일
- 《양반》 : (1974년 12월 5일)1975년 1월 1일 ~ 1975년 5월 30일

### Part 4

#### 2010년대
- 《구암 허준》 : 2013년 3월 18일 ~ 2013년 9월 27일
- 《제왕의 딸 수백향》 : 2013년 9월 30일 ~ 2014년 3월 14일 (해당 프로그램을 마지막으로 MBC 일일 대하 드라마 폐지)

## 같이 보기
- KBS 1TV 대하 드라마